# Erwin Stransky
Erwin Stransky (ur. 3 lipca 1877 w Wiedniu, zm. 26 stycznia 1962 tamże) – austriacki lekarz, neurolog, neuropatolog i psychiatra.

## Życiorys
Był synem właściciela fabryki Moritza Stransky’ego (1833–1894) i jego żony Mathilde z domu Schönauer (1837–1921). Jego braćmi byli Felix (1871–1950) i Sigmund (1864–1938). Uczęszczał do Leopoldstädter Communal-Real-und Obergymnasium, egzamin dojrzałości zdał 6 lipca 1894 roku. Studiował na wydziale lekarskim Uniwersytetu Wiedeńskiego. Jako student pracował w Instytucie Heinricha Obersteinera i Lothara Frankla-Hochwarta, oraz w przychodni neurologicznej Hermanna Nothnagela. 30 lipca 1900 roku został doktorem medycyny. Od 1901 w klinice psychiatrycznej Juliusa Wagnera-Jauregga, ponadto od lipca 1900 do września 1902 w Wiedeńskim Szpitalu Powszechnym (Wiener Allgemeine Krankenhaus). W 1908 roku habilitował się na Uniwersytecie Wiedeńskim z psychiatrii i neuropatologii. Do 1909 asystent w klinice psychiatrii i chorób nerwowych. W latach 1914–1915 służył w wojsku. W 1915 roku został tytularnym profesorem nadzwyczajnym. W 1938 roku pozbawiony posady z powodów politycznych, po wojnie przywrócony na katedrę neurologii i psychiatrii.
Był żonaty ze śpiewaczką Josefine Holas (1899–1978), nie mieli dzieci.

## Dorobek naukowy
W jego dorobku naukowym znajduje się około 300 prac. Zajmował się szczególnie intensywnie zagadnieniem schizofrenii. Opisał tzw. objaw Stransky’ego. Obok Aschaffenburga i Friedländera, był jednym z głównych przeciwników teorii Freuda wśród europejskich psychiatrów.

## Wybrane prace
- Über die Dementia praecox: Streifzüge durch Klinik und Psychopathologie. Verlag von J.F. Bergmann, 1909
- Erwin Stransky, Muskeldystrophie und psychose, „Zeitschrift für die gesamte Neurologie und Psychiatrie”, 3 (1), 1910, s. 563–580, DOI: 10.1007/BF02893611.
- Erwin Stransky, Die paranoiden erkrankungen, „Zeitschrift für die gesamte Neurologie und Psychiatrie”, 18 (1), 1913, s. 387–416, DOI: 10.1007/BF02869654.
- Der seelische Wiederaufbau des deutschen Volkes und die Aufgaben der Psychiatrie, „Zeitschrift für die gesamte Neurologie und Psychiatrie”, 60 (1), 1920, s. 271–280, DOI: 10.1007/BF02894195.
- Bemerkung zur Arbeit von Dr. S. Galant (Bern-Belp) „Die Neologismen der Geisteskranken“ im Band 61, Heft 1, „Archiv für Psychiatrie und Nervenkrankheiten”, 61 (3), 1920, s. 749–749, DOI: 10.1007/BF01910033.
- Erwin Stransky, Keine Bedenklichkeit der angewandten Psychiatrie, „Zeitschrift für die gesamte Neurologie und Psychiatrie”, 69 (1), 1921, s. 327–331, DOI: 10.1007/BF02901304.
- Erwin Stransky, Encephalitischer Pseudotumor, „Deutsche Zeitschrift für Nervenheilkunde”, 68-69 (1), 1921, s. 270–276, DOI: 10.1007/BF02126462.
- Erwin Stransky, Über gewisse Mitempfindungen, „Zeitschrift für die gesamte Neurologie und Psychiatrie”, 106 (1), 1926, s. 583–585, DOI: 10.1007/BF02864037.
- Otto Kauders, Erwin Stransky, Experimentelle Untersuchungen Über den Einfluss der Unspezifischen Reiztherapie auf die Peripherische Nervenfaser, „Klinische Wochenschrift”, 5 (26), 1926, s. 1182–1184, DOI: 10.1007/BF01748358.
- C. Schneiders „Die Psychologie der Schizophrenen etc.“ (Leipzig 1930) und die Arbeiten der Wiener Schulen, „Zeitschrift für die gesamte Neurologie und Psychiatrie”, 124 (1), 1930, s. 673–674, DOI: 10.1007/BF02865119.
- Postwar psychiatry and neurology in vienna, „The American Journal of Psychiatry”, 105 (6), 1948, s. 426–428, DOI: 10.1176/ajp.105.6.426.
- Das Initialdelikt, „Archiv für Psychiatrie und Nervenkrankheiten”, 185 (4), 1950, s. 395–413, DOI: 10.1007/BF00344785.
- Das klinische Gesicht der Multiplen Sklerose, 1951 (mit J.K. Waldschütz)
- Staatsführung und Psychopathie, 1952
- Erwin Stransky, Psychologie und Psychotherapie des Schmerzes, „Archiv für Psychiatrie und Nervenkrankheiten”, 190 (1), 1953, s. 49–79, DOI: 10.1007/BF00341652, ISSN 0003-9373.
- Psychische Hygiene, 1955 (Hg. mit E. Brezina).
- Gedanken und Erwägungen eines Psychiaters zur rechtlichen und pädagogischen Beurteilung Jugendlicher, „Archiv für Psychiatrie und Nervenkrankheiten”, 195 (5), 1957, s. 466–488, DOI: 10.1007/BF00341808.